# John DeWitt

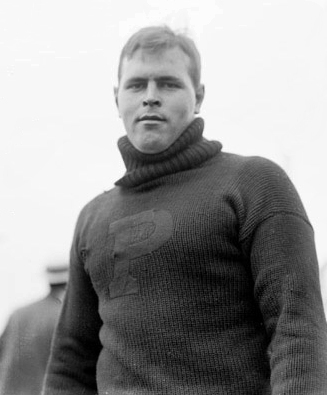
John DeWitt

John Riegel DeWitt (Phillipsburg, 29 de octubre de 1881 - Nueva York, 28 de julio de 1930) fue un atleta estadounidense que se especializó en lanzamiento de martillo.
Él participó en el lanzamiento de martillo, cuya participación la realizó en los Juegos Olímpicos de San Luis 1904, Estados Unidos, ganando la medalla de plata con un lanzamiento de 50,26 m.